# Julia Roberts
Julia Fiona Roberts (n. 28 octombrie 1967, Smyrna⁠(d), Georgia, SUA) este o actriță americană de film. În anul 2000, a câștigat Premiul Oscar pentru cea mai bună actriță din filmul inspirat de realitate, Erin Brockovich. Este mătușa Emmei Roberts.
În Rețeaua Miraculoasă, ea este vocea personajului Charlotte.

## Familie și educație

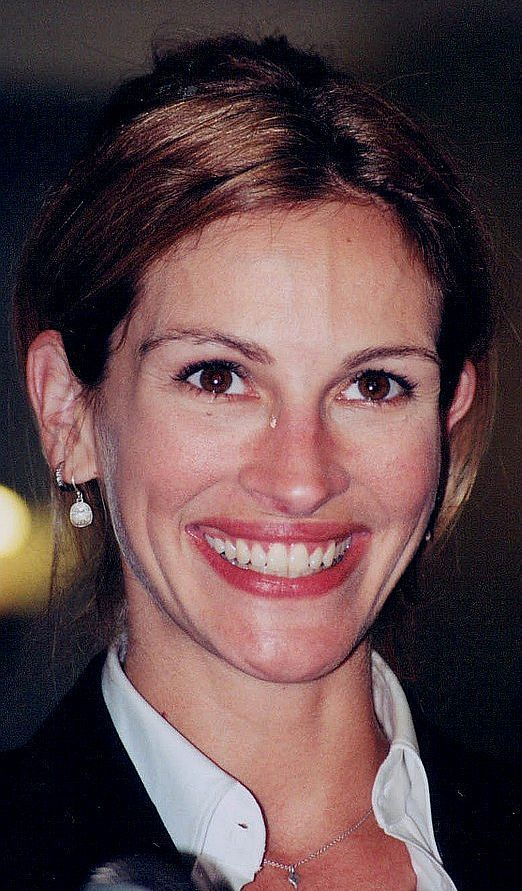
Julia Roberts în 2002

Pe numele său adevărat Julia Fiona Roberts, s-a născut în Atlanta, Georgia, fiica lui Betty Lou și Walter Grandy Roberts. Părinții săi au fost baptiști și catolici și ea a crescut în religia romano-catolică. Fratele său mai mare, cu care o perioadă, a fost certată, Eric Roberts și sora sa Lisa Roberts Gillan sunt ambii actori. Părinții săi au fost actori și ei, dar și scenariști, au fondat Școala de Actorie din Atlanta. În cadrul grupei de copii, ei au lucrat inclusiv cu micuțul lui Martin Luther King. În semn de mulțumire, acesta i-a plătit acesteia spitalizarea atunci când a născut-o pe micuța Julia. Pentru că părinții au divorțat în 1971, Julia Roberts s-a mutat într-o suburbie a Atlantei. Tatăl ei însă a decedat când ea avea doar zece ani. În acest timp, mama ei se recăsătorise deja cu Michael Motes, cu care au avut încă o fiică, Nancy Motes.
În școală, Julia Roberts a cântat la clarinet într-o formație. Visul ei de copil a fost să devină veterinar, dar după terminarea liceului, frații săi au convins-o să urmeze o carieră în actorie. Mai întâi s-a înscris la o agenție de modele, iar în curând avea să devină actrița celebră din Pretty Woman.

## Filmografie
| An   | Titlu                           | Rol                          | Note                                     |
| ---- | ------------------------------- | ---------------------------- | ---------------------------------------- |
| 1987 | Firehouse                       | Babs                         | Uncredited                               |
| 1988 | Mystic Pizza                    | Daisy Arujo                  |                                          |
| 1988 | Satisfaction                    | Daryle                       | Also known as Girls of Summer            |
| 1989 | Blood Red                       | Maria Collogero              |                                          |
| 1989 | Steel Magnolias                 | Shelby Eatenton Latcherie    | Golden Globe for Best Supporting Actress |
| 1990 | Pretty Woman                    | Vivian Ward                  | Golden Globe for Best Actress            |
| 1990 | Flatliners                      | Rachel Mannus                |                                          |
| 1991 | Hook                            | Tinkerbell                   |                                          |
| 1991 | Dying Young                     | Hilary O'Neil                |                                          |
| 1991 | Sleeping with the Enemy         | Sara Waters/Laura Burney     |                                          |
| 1992 | The Player                      |                              | Cameo                                    |
| 1993 | The Pelican Brief               | Darby Shaw                   |                                          |
| 1994 | Prêt-à-Porter                   | Anne Eisenhower              | Also known as Ready to Wear              |
| 1994 | I Love Trouble                  | Sabrina Peterson             |                                          |
| 1995 | Something to Talk About         | Grace King Bichon            |                                          |
| 1996 | Everyone Says I Love You        | Von Sidell                   |                                          |
| 1996 | Michael Collins                 | Kitty Kiernan                |                                          |
| 1996 | Mary Reilly                     | Mary Reilly                  |                                          |
| 1997 | Conspiracy Theory               | Alice Sutton                 |                                          |
| 1997 | My Best Friend's Wedding        | Julianne Potter              |                                          |
| 1998 | Stepmom                         | Isabel Kelly                 |                                          |
| 1999 | Runaway Bride                   | Maggie Carpenter             |                                          |
| 1999 | Notting Hill                    | Anna Scott                   |                                          |
| 2000 | Erin Brockovich                 | Erin Brockovich              | Academy Award for Best Actress           |
| 2001 | Ocean's Eleven                  | Tess Ocean                   |                                          |
| 2001 | America's Sweethearts           | Kathleen "Kiki" Harrison     |                                          |
| 2001 | The Mexican                     | Samantha Barzel              |                                          |
| 2002 | Confessions of a Dangerous Mind | Patricia Watson              |                                          |
| 2002 | Grand Champion                  | Jolene                       |                                          |
| 2002 | Full Frontal                    | Catherine/Francesca          |                                          |
| 2003 | Mona Lisa Smile                 | Katherine Ann Watson         |                                          |
| 2004 | Ocean's Twelve                  | Tess Ocean                   |                                          |
| 2004 | Closer                          | Anna Cameron                 |                                          |
| 2006 | Charlotte's Web                 | Charlotte the Spider (voice) |                                          |
| 2006 | Beslan: Three Days In September | Narrator                     |                                          |
| 2006 | The Ant Bully                   | Hova (voice)                 |                                          |
| 2007 | Charlie Wilson's War            | Joanne Herring               |                                          |
| 2008 | Fireflies in the Garden         | Lisa Waechter                |                                          |
| 2009 | Duplicity                       | Claire Stenwick              |                                          |
| 2010 | Valentine's Day                 | Kate                         |                                          |
| 2010 | Eat Pray Love                   | Elizabeth Gilbert            |                                          |
| 2011 | Love, Wedding, Marriage         | Ava's Therapist (voice)      |                                          |
| 2011 | Larry Crowne                    | Mercedes Tainot              |                                          |
| 2012 | Mirror, Mirror                  | Queen Clementianna           |                                          |
| 2013 | August: Osage County            | Barbara Fordham              |                                          |
| 2014 | The Normal Heart                | Dr. Emma Brookner            | Filming                                  |

| An   | Titlu                    | Rol                 | Note                                             |
| ---- | ------------------------ | ------------------- | ------------------------------------------------ |
| 1987 | Crime Story              | Tracy               | 1 episode: "The Survivor"                        |
| 1988 | Miami Vice               | Polly Wheeler       | 1 episode: "Mirror Image"                        |
| 1988 | Baja Oklahoma            | Candy Hutchins      | TV movie                                         |
| 1996 | Friends                  | Susie Moss          | 1 episode: "The One After the Superbowl: Part 2" |
| 1999 | Law & Order              | Katrina Ludlow      | 1 episode: "Empire"                              |
| 2003 | Freedom: A History of Us | Virginia Eyewitness | 2 episodes                                       |
| 2010 | Hope For Haiti Now       | Herself             | Telethon for Haiti earthquake relief             |
| 2011 | Extraordinary Moms       | Narrator            | TV documentary                                   |